# Gerechtsgebouw (Oudenaarde)

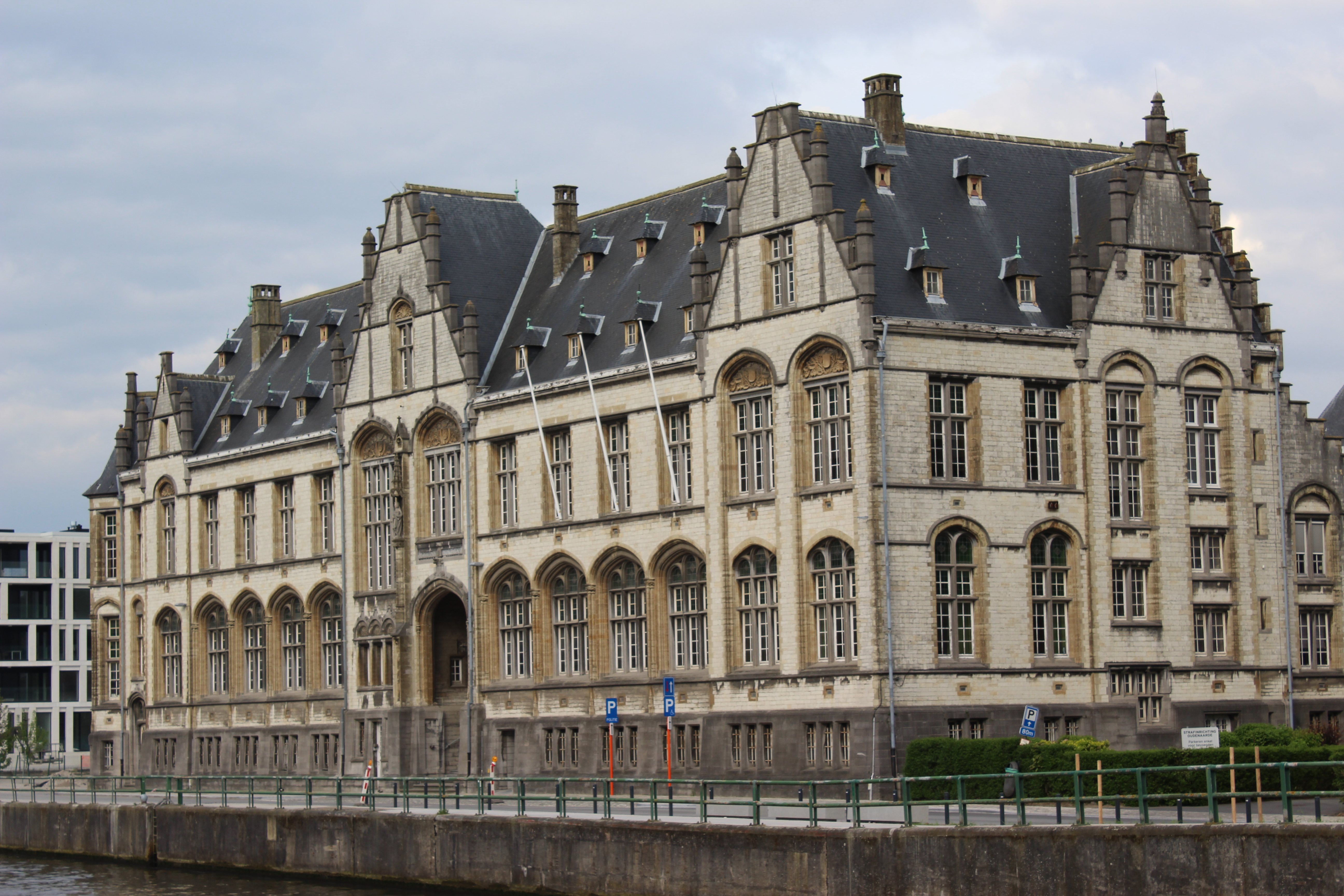
Het gerechtsgebouw van Oudenaarde (2018).

Het gerechtsgebouw van Oudenaarde is een neogotisch bouwwerk in de Belgische stad Oudenaarde. Het huisvest de rechtbank van eerste aanleg Oost-Vlaanderen afdeling Oudenaarde. Achter het gebouw ligt de gevangenis van Oudenaarde.

## Geschiedenis
Het gerechtsgebouw van Oudenaarde staat op de plaats van het vroegere klooster van Sion. In 1745 werd dat klooster verwoest door een brand. Alleen de kerk van het klooster bleef bewaard. Na de afschaffing van het klooster tijdens de Franse Tijd werd de kerk geïncorporeerd in de gevangenis. Het eerste Oudenaardse gerechtshof dateert van 1824. Het gebouw werd echter verwoest tijdens de Eerste Wereldoorlog. Het huidige gerechtshof in neogotische stijl werd gebouwd tussen 1922 en 1925 naar een ontwerp van architect Henri Valcke. Het bouwwerk is geïnspireerd op de Brabantse gotiek.